# Julodinae
Julodinae je podčeleď brouků v čeledi krascovití (Buprestidae), kde jsou zastoupeny následující rody:
- Aaata Semenov-Tian-Shanskij, 1906
- Amblysterna Saunders, 1871
- Julodella Semenov-Tian-Shanskij, 1871
- Julodis Eschscholtz, 1829
- †Microjulodis Haupt, 1950
- Neojulodis Kerremans, 1902
- Sternocera Eschscholtz, 1829